# Still On My Mind
Still on My Mind es el quinto álbum de estudio  de la cantante inglesa Dido, lanzado el 8 de marzo de 2019 a través de BMG. Es su primer álbum de estudio desde  Girl Who Got Away de 2013. El sencillo promocional "Hurricanes" fue publicado el 12 de noviembre de 2018. El sencillo oficial "Give You Up" se estrenó en 22 de enero de 2019 en BBC Radio 2.  Dido realizará una gira promocional del álbum a partir de mayo de 2019, por primera vez en 15 años.

## Producción
Dido escribió y grabó el álbum en Inglaterra con su hermano Rollo. Afirmó que "sólo quería hacer otro álbum si era con él", y llamó al proceso de grabación una simple y "absolutamente mágica experiencia", que "fue hecha de una manera fácil, las voces grabadas en el sofá, mucho grabado en casa".

## Estilo musical
El álbum refleja el amor de Dido "por el hip hop y sus raíces folk", y presenta "una sensibilidad dance y de música electrónica". Según Neil Z. Yeung de AllMusic, Still on My Mind es esencialmente un álbum electro-folk con "latidos de hip hop" y elementos  de electro-pop, synth-pop, disco y new age.

## Recepción crítica
}}
Still on My Mind recibió críticas generalmente positivas. En Metacritic, sitio que asigna un puntaje normalizado basado en críticas especializadas, el álbum tiene una puntuación media de 70 sobre 100, basado en 11 críticas.

## Promoción
Dido anunció el sencillo "Give You Up" mientras contestaba preguntas de sus seguidores en Twitter, y también reveló el título de "Chances". Más tarde declaró en una entrevista con Evening Standar que la pista final en el álbum sería una canción sobre paternidad titulada "Have to Stay".

## Lista de canciones
| N.º   | Título                   | Escritor(es)                                         | Duración |  |
| 1.    | «"Hurricanes"»           | Dido Armstrong·Rollo Armstrong·Rick Nowels           | 5:17     |  |
| 2.    | «Give You Up»            | Si Hulbert · Dee Adam · Denny Thakrar · Rob Agostini | 3:21     |  |
| 3.    | «"Hell After This"»      | Dido · Ryan Labscher                                 | 3:27     |  |
| 4.    | «"You Don't Need a God"» | Dido · R. Armstrong                                  | 3:31     |  |
| 5.    | «"Take You Home"»        | Dido · R. Armstrong                                  | 5:05     |  |
| 6.    | «"Some Kind of Love"»    | Dido · R. Armstrong                                  | 4:42     |  |
| 7.    | «"Still on My Mind"»     | Dido · Laubscher                                     | 3:04     |  |
| 8.    | «"Mad Love"»             | Dido · R. Armstrong                                  | 2:52     |  |
| 9.    | «"Walking By"»           | Dido · R. Armstrong · Laubscher                      | 4:31     |  |
| 10.   | «"Friends"»              | Dido · Laubscher · Matthew Hales                     | 3:23     |  |
| 11.   | «"Chances"»              | Dido · Laubscher · Guy Sigsworth                     | 3:31     |  |
| 12.   | «"Have to Stay"»         | Dido · Laubscher                                     | 2:43     |  |
| 45:27 |                          |                                                      |          |  |

## Listas de ventas

### Listas semanales
| Lista (2019)                        | Posición más alta |
| ----------------------------------- | ----------------- |
| Australia (ARIA)                    | 14                |
| Austria (Ö3 Austria)                | 5                 |
| Bélgica (Ultratop flamenca)         | 10                |
| Bélgica (Ultratop valona)           | 12                |
| Canadá (Billboard Canadian Albums)  | 12                |
| República Checa (ČNS IFPI)          | 22                |
| Países Bajos (Album Top 100)        | 19                |
| Francia (SNEP)                      | 11                |
| Alemania (Offizielle Top 100)       | 6                 |
| Hungría (MAHASZ)                    | 27                |
| Irlanda (IRMA)                      | 18                |
| Italia (FIMI)                       | 27                |
| Nueva Zelanda (Recorded Music NZ)   | 31                |
| Polonia (ZPAV)                      | 17                |
| Portugal (AFP)                      | 20                |
| Escocia (Scottish Albums Chart)     | 3                 |
| Eslovaquia (ČNS IFPI)               | 28                |
| España (PROMUSICAE)                 | 11                |
| Suiza (Schweizer Hitparade)         | 4                 |
| Reino Unido (UK Albums Chart)       | 3                 |
| Reino Unido (UK Independent Albums) | 1                 |
| Estados Unidos (Billboard 200)      | 45                |
| Estados Unidos (Independent Albums) | 1                 |

### Listas de fin de año
| Lista (2019)                | Posición |
| --------------------------- | -------- |
| Francia (SNEP)              | 185      |
| Suiza (Schweizer Hitparade) | 94       |
| Reino Unido (OCC)           | 97       |